# Pirate Gold (film 1913)
Pirate Gold è un cortometraggio muto del 1913 diretto da Wilfred Lucas. Sceneggiato da George Hennessy, il film aveva come interpreti Blanche Sweet, Charles Hill Mailes, J. Jiquel Lanoe, Hector V. Sarno, W. Chrystie Miller, Harry Carey, Wallace Reid.

## Produzione
Il film fu prodotto dalla Biograph Company.

## Distribuzione
Distribuito dalla Biograph Company, il film - un cortometraggio in una bobina - uscì nelle sale cinematografiche statunitensi il 13 gennaio 1913.
Non si conoscono copie ancora esistenti della pellicola che viene considerata presumibilmente perduta.